# Museu del Mar d'Altea
El Museu del Mar d'Altea es troba a Altea, Marina Baixa, País Valencià. És un lloc on es comprén l'enorme vinculació històrica dels alteans amb la mar a través del seu aprofitament i coneixement.
El Museu està situat en l'antiga drassana Orozco, una de les empreses més importants del País Valencià de l'època dels 60 i ha estat creat per ensenyar els visitants la història d'Altea, que sempre ha estat lligada al mar.
Al Museu del mar es poden veure des de fotografies antigues d'Altea, de les drassanes, embarcacions recuperades, diferents aparells navals, artefactes de pesca com: el palangre, pesca tresmall, pesca d'arrossegament, un mascaró de proa, una sala de maquetes navals entre les quals es troben una maqueta del Titanic, així com dels diferents bucs escola d'Espanya, Itàlia, Portugal, Noruega, Alemanya, maquetes pesqueres d'època, una nau egípcia etc.